# 道賀 (画家)
道賀（どうが、生没年不詳）は、室町時代から戦国時代にかけての日本の画家。

## 経歴
周文に学び、雪舟等楊を慕って両者の筆法を取り入れた。「扶桑画人伝」によると代表作に『仙女』がある。「古書備考」には道賀が用いた落款印が表記されている。